# ذات الوجهين (فلم)
ذات الوجهين هو فيلم مصري، من تأليف نجيب محفوظ وإخراج حسام الدين مصطفى، بطولة كل من شادية، عزت العلايلي، عماد حمدي، نجوى فؤاد، توفيق الدقن، ليلى حمادة، أشرف عبدالغفور.

## ملخص القصة
كريمة تعيش مع زوجها قدري حياة سعيدة ومستقرة، ولكنها في الأيام القمرية تتبدل شخصيتها فتتحول إلى شخصية بدوية بسبب محاولة رجل اغتصابها في ليلة قمرية عندما كانت صغيرة وهى ترتدي ملابس التمثيل البدوية فتذهب حيث يقطن البدو في صحراء الهرم. وتحب وائل الذي يبادلها الحب ويتزوجها. ويشك قدري في تصرفات زوجته.

## طاقم العمل

### تمثيل
- شادية (كريمة)
- عزت العلايلي (وائل)
- عماد حمدي
- نجوى فؤاد
- توفيق الدقن (موسى)
- ليلى حمادة (إلهام)
- أشرف عبدالغفور (علي)
- صلاح نظمي
- عادل المهيلمي(رشدي)
- إحسان شريف
- محمد حمدي
- سمير ولي الدين

### صوت
- حسن التوني (كبير مهندسي الصوت)
- محمد سليمان (م. الصوت)
- جلال عبد الحميد (مساعد الصوت)
- جليلة الحريري (م. الصوت)

### إنتاج
- أفلام الاتحاد (عباس حلمى) (منتج)
- سامي شلبي (منتج منفذ)
- ستوديو مصر (إعداد الفيلم)

### إخراج
- حسام الدين مصطفى (مخرج)
- أحمد السبعاوي (مساعد مخرج)
- نجيب إسكندر (مساعد مخرج ثان)

### ماكياج
- رمضان إمام (ماكيير)
- جمال رمضان (مساعد ماكيير)
- فاطمة بكري (مصفف الشعر)

### مونتاج
- فكري رستم (مونتير)
- عادل شكري (نيجاتيف)
- طلعت فيظي (مركب الفيلم)

### معمل
- ستوديو مصر (الطبع والتحميض)
- أحمد صبري (مدير المعامل)
- حسن عيسى (مصحح الألوان)

### تصوير
- فوزي إبراهيم (مصور)
- جميل عبد الرحمن (مساعد مصور)
- وديد سري (مدير التصوير)

### تأليف
- نجيب محفوظ (مؤلف)
- فيصل ندا (سيناريو وحوار)

### توزيع
- أفلام مصر الجديدة (موزع داخلي)
- أفلام الاتحاد (عباس حلمى) (موزع)

### جرافيكس
- الشحري (التتر)

### فوتوغرافيا
- محمد بكر (مصور فوتوغرافيا)

### كاستينج
- جلال زهرة (ريجيسير)

### ديكور
- محمود المغربي (إكسسوار)